# Amblyceps murraystuarti
Amblyceps murraystuarti es una especie de pez de la familia Amblycipitidae en el orden de los Siluriformes.

## Morfología
- Los machos pueden llegar alcanzar los 12,8 cm de longitud total.
- Número de  vértebras: 45-46.[2][3]

## Hábitat
Es un pez de agua dulce y de clima tropical.

## Distribución geográfica
Se encuentran en Asia:  cuenca del río Irrawaddy en Birmania.